# Canthigaster jactator
Canthigaster jactator, tên thông thường là cá nóc đốm trắng Hawaii, là một loài cá biển thuộc chi Canthigaster trong họ Cá nóc. Loài này được mô tả lần đầu tiên vào năm 1901.

## Phân bố và môi trường sống
C. jactator có phạm vi phân bố ở vùng biển Tây Thái Bình Dương. Đây là một loài đặc hữu của đảo san hô Johnston và quần đảo Hawaii. C. jactator được tìm thấy ở xung quanh các rạn san hô ngoài khơi và trong các đầm phá ở độ sâu khoảng từ 1 đến 89 m.

## Mô tả
C. jactator trưởng thành có kích thước tối đa được ghi nhận là khoảng 9 cm. Cơ thể màu nâu đen với các đốm lớn màu trắng và xanh lam phủ khắp cơ thể. Các vây trong mờ. C. jactator cũng là một "loài vệ sinh" cơ thể của loài đồi mồi Chelonia mydas.
Số gai ở vây lưng: 0; Số tia vây mềm ở vây lưng: 9 - 10; Số gai ở vây hậu môn: 0; Số tia vây mềm ở vây hậu môn: 9 - 10; Số tia vây mềm ở vây ngực: 16 - 18.
Cũng như những loài cá nóc khác, C. amboinensis có khả năng sản xuất và tích lũy các độc tố như tetrodotoxin và saxitoxin trong da, tuyến sinh dục và gan. Mức độ độc tính khác nhau tùy theo từng loài, và cũng phụ thuộc vào khu vực địa lý và mùa.
Thức ăn của C. jactator rất đa dạng, bao gồm các loài động vật giáp xác và động vật thân mềm, và cả các loài cá nhỏ hơn. Chúng được đánh bắt nhằm mục đích thương mại cá cảnh.